# Tony Meier
Anthony Meier, detto Tony (Wildwood, 3 giugno 1990), è un cestista statunitense.

## Palmarès

### Squadra
- Campionato ceco: 1

ČEZ Nymburk: 2016-17
- Campionato polacco: 2

Zielona Góra: 2019-20
W.M. Szczecin: 2022-2023
- Coppa della Repubblica Ceca: 1

ČEZ Nymburk: 2017
- Supercoppa polacca: 2

Zielona Góra: 2021
Wilki Morskie Szczecin: 2023